# Сапега, Михаил Ксаверий
Михаил Ксаверий Сапега (3 декабря 1735, Высокое — 24 ноября 1766, Белосток) — государственный и военный деятель Великого княжества Литовского, кравчий великий литовский (1759—1766), генерал-майор (1756), кавалер Ордена Белого Орла (1759).

## Биография
Представитель черейско-ружанской линии магнатского рода Сапег герба «Лис». Младший (второй) сын генерала литовской артиллерии и воеводы брест-литовского Казимира Леона Сапеги (1697—1738) и Каролины Терезы Радзивилл (1707—1765). Старший брат — канцлер великий литовский Александр Михаил Сапега.
В возрасте трех лет Михаил Ксаверий лишился своего отца и воспитывался матерью и дядей, епископом-коадъютером виленским, Юзефом Станиславом Сапегой. Затем перешел под опеку своего другого дяди, подканцлера литовского Михаила Антония Сапеги, который передал его на воспитание великому канцлеру литовскому князю Михаилу Фредерику Чарторыйскому.
12 апреля 1756 года полковник польной булавы литовской Михаил Ксаверий Сапега получил чин генерал-майора. В 1758 году был избран послом на сейм. 20 сентября 1759 года при содействии своих дядей, подканцлера литовского Михаила Антония Сапеги и великого гетмана литовского Михаила Казимира Радзивилла получил должность кравчего великого литовского. 3 августа того же года получил Орден Белого Орла.
В 1761-1764 годах Михаил Ксаверий Сапега присоединился к гетманской партии под руководством великого гетмана коронного Яна Клеменса Браницкого, выступавшего против магнатской партии Чарторыйских («Фамилии»). 1 февраля 1760 года после драки в суде в Минске по приказу Михаила Сапеги был убит Михаил Володкович (1731—1760), один из ближайших друзей и клиентов воеводы виленского князя Кароля Станислава Радзивилла Пане Коханку.
В 1764 году Михаил Ксаверий Сапега был избран послом на Слонимского повета на конвакационный сейм, где 7 мая 1764 года подписал манифест, который объявлял незаконным призвание русской армии на территорию Речи Посполитой.
После избрания на польский престол Станислава Августа Понятовского Михаил Ксаверий Сапега получил от канцлера великого литовского Михаила Фредерика Чарторыйского обещание простить старые споры в обмен на поддержку на парламентских выборах (февраль 1766 год).
Не был женат и не оставил после себя детей.